# Lapincsújtelek
Lapincsújtelek (németül: Neustift an der Lafnitz) község Ausztriában Burgenland tartományban a Felsőőri járásban.

## Fekvése
Pinkafőtől 8 km-re nyugatra a régi magyar határ mellett a Lapincs partján fekszik.

## Története
A régészeti leletek tanúsága szerint a község területe már a kelták és a rómaiak idején is lakott volt. Később több avar és szláv település is állt a Lapincs mentén, majd a 9. század elején Nagy Károly seregeinek nyomában megjelentek a bajor telepesek is. A honfoglalás után ez a területek a magyar szállásterület nyugati határvidéke lett.
A mai települést a 14. században említik először, a pinkafői uradalomhoz tartozott. 1392-ben a Kanizsai család birtoka lett. 1529-ben és 1532-ben elpusztította a török és templomát is teljesen lerombolták. A templomot a 17. században a Steinbeiß grófok támogatásával építették újjá. Ezekben a nyugtalan időkben a falu sokat szenvedett a hadak zaklatásaitól és nyomukban sok roma telepedett le itt. 1644-ben a település a pinkafői uradalommal együtt a Batthyány család birtoka lett és maradt egészen a jobbágyfelszabadításig.
Vas vármegye monográfiája szerint " Ujtelep, (lapincsi) 79 házzal és 606 németajkú lakossal. Vallásuk r. kath. Postája és távírója Pinkafő. A község a Lapincs folyó mellett, Alsó-Ausztria határszélén fekszik. A község határában több, mint 100 tagból álló czigánytelep van."
1910-ben 601, többségben német lakosa volt, jelentős cigány kisebbséggel. A trianoni békeszerződésig Vas vármegye Felsőőri járásához tartozott. 1921-ben Ausztria Burgenland tartományának része lett. Önkéntes tűzoltóegyletét 1924-ben alapították. A két világháború között mintegy 800 lakója volt, közülük 360 volt roma. 1938-ban az Anschlusst követően elkezdődött a cigányok üldözése. A putrikat felégették és lakóikat gyűjtőtáborokba hurcolták. 1945-ben a település is orosz megszállás alá került, melynek 1955-ben az osztrák államszerződés aláírása vetett véget. Ezt követően megkezdődött a község gyors fejlődése. Kiépült az infrastruktúra és az egész régió lakói egy új, jobb életmínőséghez jutottak. 1971-ben Lapincsújtelek a szomszédos Árokszállás és Hidasrákosd falvakkal egy nagyközségben egyesült, 1990-ben azonban a lakosság akaratából újra visszanyerte önállóságát. 1993-ban felavatták a község új címerét. 1994-ben megnyílt az új népiskola. Ugyancsak ettől az évtől évente három napos fesztivált rendeznek a tófürdő mellett. 1995-től az idegenforgalom elősegítésére szépítőegyesület működik.

## Nevezetességei
Kápolnája 1880-ban épült, 1948-ban renoválták.

## Külső hivatkozások
- Hivatalos oldal
- Rövid ismertető
- A község az Osztrák Statisztikai Hivatal honlapján
- A község a dél-burgenlandi települések weboldalán
- A helyi önkéntes tűzoltóegylet honlapja